# João Alberto Lins de Barros
João Alberto Lins de Barros (Recife, 16 de junho de 1897 — Rio de Janeiro, 26 de janeiro de 1955) foi um militar e político brasileiro.
Além de ter participado da Revolta Paulista de 1924 e da Coluna Prestes, João Alberto é principalmente conhecido por ter sido interventor federal no governo de São Paulo, de 26 de novembro de 1930 a 25 de julho de 1931. Sua nomeação como interventor em São Paulo foi uma das causas da Revolução Constitucionalista de 1932, que opôs os paulistas ao governo federal comandado por Getúlio Vargas após o Golpe de 1930.

## Biografia
João Alberto Lins de Barros nasceu no Recife, capital de Pernambuco, no dia 16 de junho de 1897. 
É fruto do segundo casamento de Joaquim Cavalcanti Leal de Barros, com a esposa Maria Carmelita Lins de Barros.

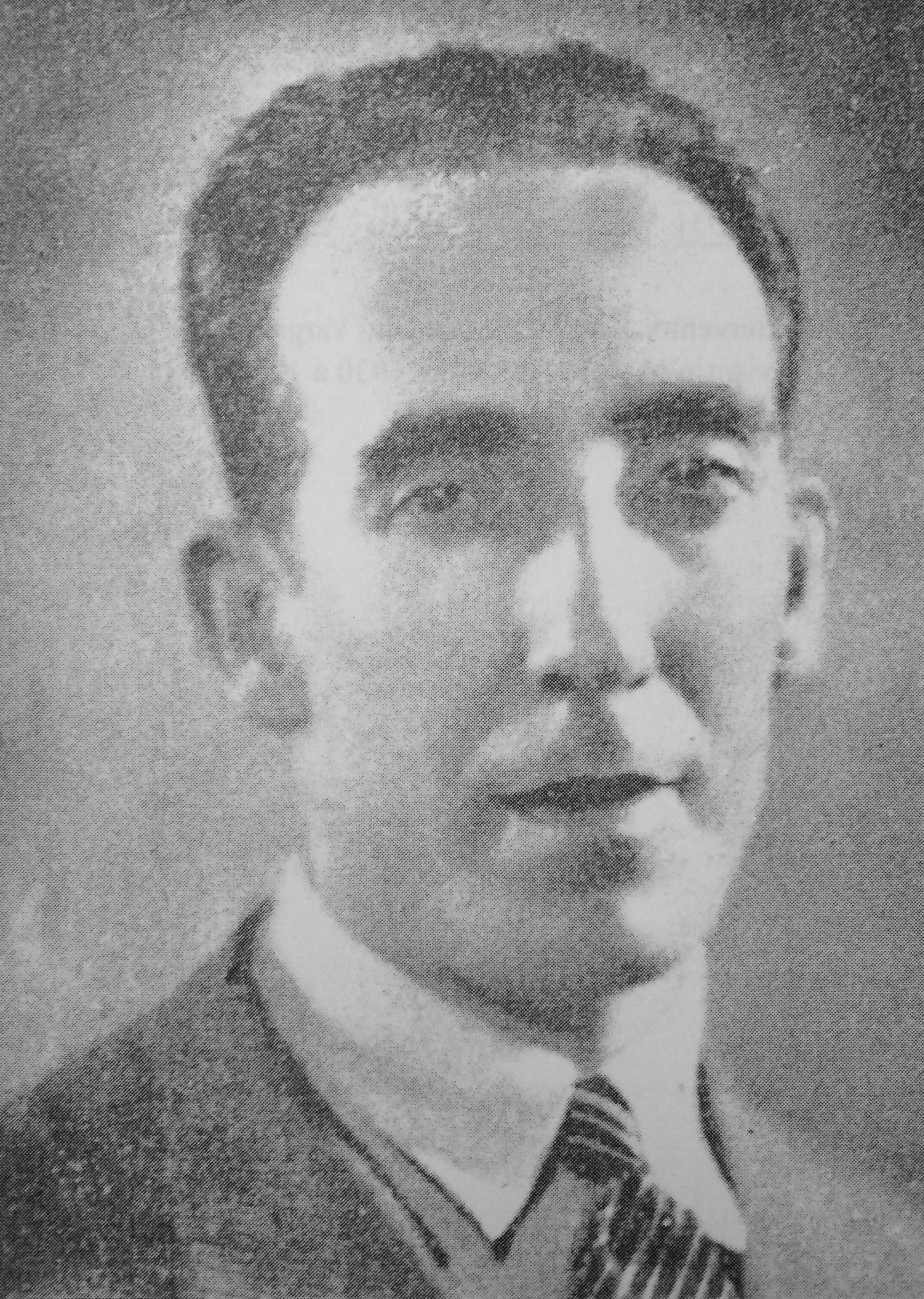
João Alberto Lins de Barros

Começou o curso primário na Escola de Dona Amália, localizada no bairro de Caxangá, em Recife. Dois anos mais tarde, acabou sendo expulso devido a um desentendimento com a professora. Assim, continuou os estudos com o pai.
Mais tarde, foi para o Ginásio Pernambuco e com 15 anos se matriculou na Escola Politécnica do Recife. Com 18 anos, ficou doente e foi obrigado a parar o curso. Dessa forma, obteve apenas o título de engenheiro-geógrafo.
Em 1918, alistou-se como praça no Quadro Suplementar do Exército e, a partir de então, teve uma longa carreira dentro do exército militar brasileiro, sendo promovido à sargento e, mais tarde, à tenente. Participou da Revolta Paulista de 1924 e da Coluna Prestes antes de ser nomeado para a função de Interventor Federal no Estado de São Paulo, por Getúlio Vargas, no ano de 1930.
Além da atuação militar e política, João Alberto foi também ocupou a presidência da companhia Transcontinental de aviação, diretor-superintendente da Rádio Mayrink Veiga, fundador e presidente do Centro Brasileiro de Pesquisas Físicas, participando também da criação da Fundação Getulio Vargas. Na área artística, foi pioneiro em histórias em quadrinhos, além de músico e compositor, tocando instrumentos como a cítara, o piano e o violoncelo. Presidiu a Orquestra Sinfônica Brasileira e foi autor de peças, das quais destaca-se o “Hino ao Brasil Central”. Foi, além disso, fundou, junto a outros colegas, o Clube Carnavalesco Bola Preta.
Casou-se com Cândida Fortes, no ano de 1923, e juntos tiveram um filho chamado Cláudio Lins de Barros e também uma filha.
Faleceu no dia 26 de janeiro de 1955, no Rio de Janeiro, deixando por terminar o segundo volume de seu livro Memórias de um revolucionário. A primeira parte, chamada A marcha da coluna, teve sua publicação em 1954, editada também em versão de história em quadrinhos.

## Carreira
Após se alistar como praça no Quadro Suplementar do Exército, em 1918, João Alberto rapidamente foi promovido ao cargo de sargento e também classificado no Trigésimo Quarto Batalhão de Caçadores, em Recife. No ano de 1919, se matriculou na Escola Militar de Realengo, na então capital federal, da qual saiu como aspirante de arma de artilharia, em janeiro do ano de 1922. Ainda neste mês, se apresentou ao Primeiro Regimento de Artilharia, na Vila Militar, também na cidade do Rio de Janeiro, e foi nomeado subalterno da Segunda Bateria, comandada pelo capitão João Batista Mascarenhas de Morais. Em abril, foi promovido a segundo-tenente.
Em maio de 1922, Arthur Bernardes venceu as eleições presidenciais em cima de Nilo Peçanha, em sucessão a Epitácio Pessoa. No início de julho o então novo presidente ordenou o que o Clube Militar fosse fechado, pois este fizera forte oposição a Arthur Bernardes durante o pleito.
João Alberto inclusive, aderiu às manifestações no cassino de oficiais de seu regimento e na sequência participou de um levante ocorrido em 5 de julho de 1922 na Escola Militar, no Forte de Copacabana e na Vila Militar. Mesmo que não participando de forma direta dos protestos, ficou preso por cinco meses na Fortaleza de Santa Cruz. Lá conheceu outros oficiais rebeldes, que, sob a liderança do tenente Juarez Távora, arquitetavam um novo movimento.

### Revolta Paulista de 1924
Novamente livre, João Alberto foi transferido para a guarnição de Alegrete, município do Rio Grande do Sul, onde conheceu outros oficiais também envolvidos no movimento tenentista, como o capitão Luís Carlos Prestes, do Batalhão Ferroviário de Santo Ângelo, no mesmo estado. Lá, foi promovido a primeiro-tenente (1923) e, após passagem no Rio de Janeiro, onde recebeu informações a respeito de um levante que aconteceria em São Paulo, foi João que levou notícias do movimento para estado do Rio Grande do Sul. Apesar da revolta, deflagrada em 5 de julho de 1924, ter tido seu epicentro na cidade de São Paulo, repercussões favoráveis fizeram com que levantes fossem registrados mais tarde nas cidades fronteiriças de São Borja, Uruguaiana, São Luiz Gonzaga e Santo Ângelo - onde João Alberto chegou a comandar tropas revolucionárias e participar ativamente do movimento.

### Coluna Prestes
João Alberto comandou uma tropa com mais de 200 homens, juntando-se, em São Luís Gonzaga, às demais forças remanescentes da revolução e compondo o contingente gaúcho, que possuía aproximadamente dois mil homens: metade militares e metade civis, todos em situação de pouco armamento. Em 27 de dezembro de 1924, começaram a marchar em direção ao norte, com intuito de fazer junção com as forças paulistas que estavam estacionadas em Catanduvas, no Paraná. Prestes estava no comando da tropa sulista, dividida em três destacamentos, dos quais eram chefes os tenentes Mário Portela Fagundes, João Alberto e Antônio de Siqueira Campos. Após passagem por Tupanciretã, onde receberam mais homens e travaram combate com tropas legalistas, João passou o comando de seu destacamento para o coronel Nestor Veríssimo e juntou-se a Prestes para auxiliá-lo na ocupação de Boqueirão da Ramada, onde perderam muitos homens por mortes, ferimentos e deserções.
João Alberto e o colega Siqueira Campos comandaram vanguarda na marcha para Porto Feliz e Clevelândia, no estado de Paraná, enquanto o tenente Osvaldo Cordeiro de Farias se responsabilizava pela retaguarda. Quando receberam a notícia de que, devido à ataques, os paulistas acabaram abandonando no dia 30 de março de 1925 a região de Catanduvas, a travessia precisou ser acelerada e João Alberto e seu destacamento prosseguiram em marcha forçada para a cidade de Benjamim Constant (PR), enquanto Prestes se dirigia a Santa Helena, onde aconteceu o primeiro encontro entre gaúchos e paulistas. No dia 12 de abril de 1925, ocorreu uma reunião em que, diante de discordâncias, foi formada a 1ª Divisão Revolucionária, que ficou conhecida como Coluna Miguel Costa-Prestes.
Junto de Cordeiro de Farias, Siqueira Campos e do capitão Ari Salgado Freire, João Alberto assumiu a chefia dos destacamentos da frente da Brigada Rio Grande, cujo coronel era Prestes, enquanto Miguel Costa foi promovido pelos rebeldes à general. Após trajetória que passou também por territórios argentinos, em Goiás João Alberto teve destaque na luta travada em Anápolis, importante na dispersão das forças legalistas para que a coluna penetrasse no sertão. Em Teresina, diante de concentração de tropas governistas, o comando revolucionário optou por abandonar estratégia de manobra e iniciar a marcha ao Ceará, onde a coluna enfrentou jagunços de Floro Bartolomeu e do padre Cícero Romão Batista.
No dia 12 de fevereiro do ano de 1926, a coluna pisou em Pernambuco, mas o fracasso do levante do tenente Cleto Campelo mudou os planos do movimento, direcionando-o para o interior. João Alberto participou de diversos combates contra tropas da Polícia Militar pernambucana. Com as tropas desgastadas e equipamentos escassos, a tropa emigrou com Prestes para a Bolívia, em fevereiro de 1927.
Enquanto a maior parte da coluna passou a trabalhar na empresa Bolívia Concessions Ltda., sediada na região da Lagoa de La Gaíba, João Alberto, Miguel Costa e Cordeiro de Farias viajaram até Isidoro Dias de Lopes para discutir possíveis formas de restabelecer o movimento revolucionário. Em Libres, João Alberto chegou a receber visita de sua esposa e filho. Após um tempo tentando organizar um novo levante, João retornou ao Brasil e resolveu afastar-se temporariamente de sua missão, assumindo a identidade falsa de Nélson de Castro.
Com ajuda de Carlos da Lima Cavalcanti, usineiro e proprietário do jornal Folha da Manhã, morou, com sua família, em Pernambuco, onde trabalhou na usina Pedrosa. Quando sua identidade foi descoberta, João precisou se mudar para o Rio de Janeiro em março de 1928 e em seguida para o Rio Grande do Sul e Buenos Aires, na Argentina, para encontrar Prestes. Retornou ao Brasil para encontrar sua esposa, que havia dado à luz a sua primeira filha, e para tentar articular outro plano junto à Siqueira Campos e Juarez Távora, no Rio de Janeiro. Pouco depois, o grupo percebeu que o projeto não era viável e resolveu aguardar a sucessão presidencial de 1930.

### A revolta de 1930
Outra vez com nome falso, João Alberto voltou a trabalhar como engenheiro em rodovias do Paraná e chegou a morar, juntamente de sua esposa e filhos, na cidade de Jaguariaíva. Nesse período, Júlio Prestes e Getúlio Vargas disputavam as campanhas eleitorais para sucessão do presidente Washington Luís. Enquanto Júlio Prestes pertencia ao Partido Republicano Paulista, Vargas era representante da Aliança Liberal. Rumores de uma revolução armada já existiam, porém o próprio Júlio Prestes não acreditava na possibilidade de que algo realmente acontecesse.
No dia 3 de março de 1930, o candidato situacionista Júlio Prestes, ganha a eleição. Sua posse, portanto, deveria acontecer no dia 15 de novembro do mesmo ano.
Em maio, João Alberto e Siqueira Campos sofreram um acidente durante viagem em avião monomotor com destino à Porto Alegre. O veículo caiu no rio da Prata e os dois conseguiram mergulhar em suas águas, entretanto, enquanto João conseguiu nadar até uma praia do Uruguai, Siqueira não obteve a mesma sorte e seu corpo chegou a ser encontrado dias depois. Ainda no mesmo mês, João findou sua parceria com Prestes e mudou-se para a capital argentina.

### Na interventoria do Estado de São Paulo
Durante o governo provisório, que se estabeleceu durante os quatro primeiros anos da chamada Era Vargas, Getúlio nomeou representantes militares para assumirem o governo de cada estado. Devido à participação militar na revolução de 1930, muitos desses cargos foram dados à tenentistas, assim como João Alberto. Ele, por sua vez, assumiu a interventoria do estado de São Paulo, onde permaneceu do dia 26 de novembro de 1930 até 25 de julho do ano seguinte.
Como representação de Getúlio, João Alberto fez parte do grupo de líderes cujo papel era  representante do chefe do movimento, buscando solucionar a questão da reorganização do poder no estado.
Como interventor, João Alberto permitiu que o Partido Comunista do Brasil funcionasse, assim como que a Sociedade dos Amigos da Rússia fosse criada, entretanto, através de declarações se posicionou contra greves e contra flertes com o comunismo, prometendo uma repressão severa por parte do governo a aqueles que perturbassem a ordem pública.
Em dezembro de 1930, pouquíssimo tempo após sua nomeação para o cargo, João Alberto decretou medidas sociais favorecendo o trabalhador: aumentou em 5% o salário para operários e diminuiu a carga horária semanal para 40 horas. Na ocasião, ele declarou que confiscaria fábricas que não obedecessem às novas regras.
Tais medidas foram tornando João Alberto impopular entre a antiga oligarquia cafeicultora e entre os industriais paulistas, incluindo membros do Partido Democrático de São Paulo, inicialmente apoiadores do golpe de estado de 1930. Sua remoção da interventoria não aplacaria os ânimos dos paulistas, os quais entram em confronto com o governo federal, após a morte de estudantes que protestavam contra o autoritarismo de Vargas e questionavam a demora à volta da normalidade constitucional do país. Mesmo fora do poder, João Alberto frequentemente adotava uma posição de enfrentamento o que, ao fim, levou à Revolta Constitucionalista de 1932.

### Outras funções
Ainda prestigiado pelo governo Vargas, ainda em 1932 é nomeado chefe da Polícia Civil do Distrito Federal, cargo que exerceria até 1933 e retornaria em 1945, já como Departamento Federal de Segurança Pública, quando foi substituído por Benjamim Vargas, o que precipitou a queda do ditador e o fim do Estado Novo. Entre 1937 e 1938, foi embaixador do Brasil na Argentina e, entre 1941 e 1942, representou o país junto ao governo do Canadá.

## Ligações Internas
- Dicionário Histórico-Biográfico Brasileiro, Fundação Getúlio Vargas[vago] (páginas 68 a 75)